# Changwon Football Center Stadium
Changwon Football Center Stadium – stadion piłkarski w Changwon, w Korei Południowej. Jego budowa rozpoczęła się 27 marca 2007 roku, a otwarcie nastąpiło 1 grudnia 2009 roku. Obiekt może pomieścić 15 116 widzów. Swoje spotkania rozgrywają na nim piłkarze klubów Gyeongnam FC i Changwon City Government FC.